# Comuna Kalînivka, Vesele
Kalînivka (în ucraineană Калинівка) este o comună în raionul Vesele, regiunea Zaporijjea, Ucraina, formată din satele Dobrovolceske, Kalînivka (reședința) și Novoukraiinka.

## Demografie
Componența lingvistică a comunei Kalînivka
     Ucraineană (85,85%)
     Rusă (6,31%)
     Alte limbi (0,55%)
Conform recensământului din 2001, majoritatea populației comunei Kalînivka era vorbitoare de ucraineană (85,85%), existând în minoritate și vorbitori de rusă (6,31%).